# Österreichischer Bauherrenpreis 2013
Mit dem Österreichischen Bauherrenpreis der Zentralvereinigung der Architekten Österreichs wurden im Jahr 2013 die folgenden Projekte ausgezeichnet:
| Realisierung                                     | Bauherr | Planer                                                                                   |
| ------------------------------------------------ | --- | ---------------------------------------------------------------------------------------- |
| Atelier Krawagna in Krumpendorf am Wörthersee    | Dorli & Peter Krawagna                                                                                         | Reinhold Wetschko                                                                        |
| Wohnbebauung BOA in Wien                         | BUWOG Bauen und Wohnen GmbH mit Gerhard Schuster                                                               | ARGE Köb & Pollak Schmoeger Architektur                                                  |
| Islamischer Friedhof Altach                      | Gemeinde Altach Immobilienverwaltung GmbH & Co. KG mit Bürgermeister Gottfried Brändle                         | Bernardo Bader Architekten                                                               |
| Agrarbildungszentrum Salzkammergut in Altmünster | Landes-Immobilien Gesellschaft vertreten durch das Amt der OÖ Landesregierung Abt. GBM mit Gerhard Burgstaller | Fink Thurnher                                                                            |
| Geriatriezentrum in Wien-Liesing                 | Wiener Krankenanstaltenverbund (KAV), Roland Paukner, Ingrid Thanner, Walter Teuschler AR                      | Riepl Kaufmann Bammer Architektur                                                        |
| Holzbau Meiberger in Lofer                       | Meiberger Holzbau GmbH & Co. KG mit Walter Meiberger                                                           | LP architektur ZT GmbH                                                                   |
| Erweiterung Gusswerk in Salzburg                 | Gusswerk Eventfabrik GmbH mit Marco Sillaber                                                                   | ARGE Erweiterung Gusswerk hobby.a / LP architektur / CS-architektur / Strobl Architekten |